# Belagerung von Philippsburg (1644)
Wallerfangen – Dömitz – Haselünne – Wittstock – Rheinfelden – Breisach – Wittenweiher – Vlotho – Ochsenfeld – Chemnitz – Bautzen – Freiberg – Riebelsdorfer Berg – Dorsten – Preßnitz – La Marfée – Wolfenbüttel – Kempener Heide – Schweidnitz – Breitenfeld – Tuttlingen – Freiburg – Philippsburg – Jüterbog –  Jankau – Herbsthausen – Alerheim – Brünn – Korneuburg – Totenhöhe – Hohentübingen –  Triebl – Zusmarshausen – Wevelinghoven – Dachau –  Prag
Die Belagerung von Philippsburg (25. August – 12. September 1644) war eine französische Belagerung der Rheinfestung Philippsburg im Dreißigjährigen Krieg. Nach der Schlacht bei Freiburg Anfang August verzichteten die Franzosen unter dem Duc d’Enghien auf einen Angriff auf die Stadt und marschierten stattdessen nach Norden, um Philippsburg zu belagern. Der Ort fiel nach weniger als drei Wochen Belagerung. 
Die Franzosen übernahmen mit Philippsburg und der folgenden Einnahme von Mainz die Kontrolle über die nördliche Rheinebene, was ihnen zum ersten Mal Offensiven ins Innere Deutschlands und gegen den wichtigsten kaiserlichen Verbündeten Kurbayern ermöglichte. Der bayerische Kurfürst Maximilian glaubte danach, dass der Krieg nicht mehr durch militärische Mittel gewonnen werden könne und drängte Kaiser Ferdinand III. zu einem Separatfrieden mit Frankreich.

## Vorgeschichte

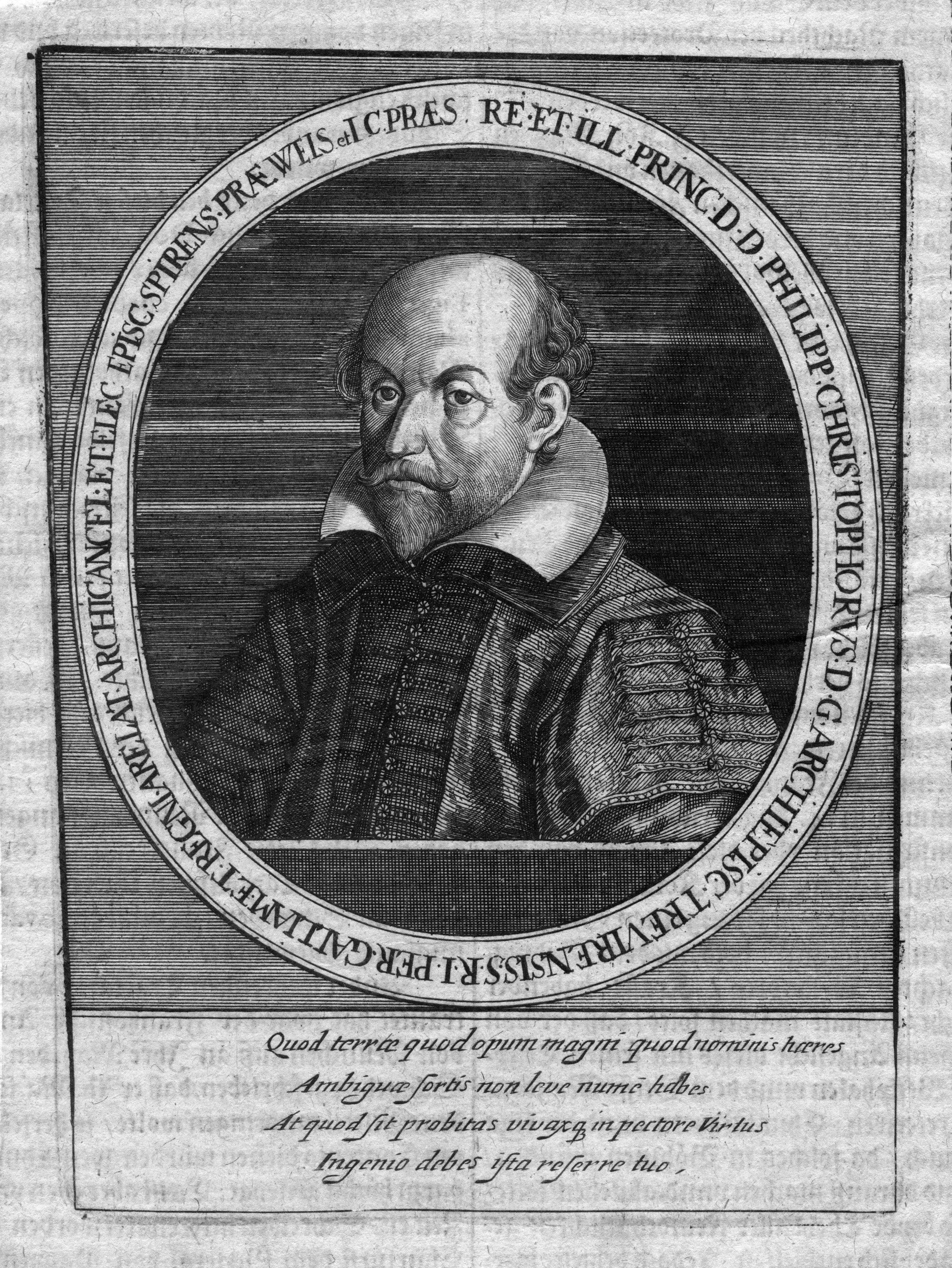
Philipp Christoph von Sötern, Erbauer von Philippsburg

Die Festung Philippsburg, benannt nach dem Speyerer Fürstbischof und späteren Trierer Kurfürst Philipp Christoph von Sötern, wurde im ehemaligen Dorf Udenheim errichtet, weil sich der Bischof zunächst von seinen protestantischen Nachbarn, der Markgrafschaft Baden-Durlach und der Kurpfalz, bedroht fühlte. Beide vereitelten 1618 erste Versuche Söterns, den Ort zu befestigen. Im Herbst 1621 plünderten die protestantischen Söldner Ernst von Mansfelds das Gebiet. Sötern war zu schwach, um sich Mansfelds Heer zu widersetzen, und so zog er sich mit seinen wenigen Männern nach Udenheim zurück, das er erneut befestigte. Die katholischen Siege bei Wimpfen und Höchst im Jahr 1622 ermöglichten ihm, den Bau bis zum Frühjahr 1623 ungestört abzuschließen.
Bald darauf geriet Bischof Philipp Christoph in Konflikt mit Spanien, das Teile der Kurpfalz um Frankenthal besetzte, um die Spanische Straße zu sichern, über die Truppen und Nachschub für den Achtzigjährigen Krieg in die Niederlande transportiert wurden. Sötern fürchtete eine militärische Besetzung durch Spanien, und tatsächlich nahm die Stadt Trier 1630 zum Schutz vor seinen absolutistischen Bestrebungen eine spanische Garnison auf. Deshalb schloss er einen Protektionsvertrag mit Frankreich ab, der seine Bistümer sowohl vor den Spaniern als auch den 1632 rasch vorrückenden protestantischen Schweden schützen sollte. Der Vertrag sah vor, seine Festungen Ehrenbreitstein und Philippsburg an französische Truppen abzutreten. Während Ehrenbreitstein erfolgreich übergeben wurde, weigerte sich der Kommandant von Philippsburg, Caspar Baumberger, und hielt die Festung weiter im Namen von Kaiser Ferdinand II.
Die Schweden eroberten Philippsburg im Januar 1634 mit Hilfe ihrer deutschen Verbündeten, aber ein Jahr später wurde es von Baumberger in einem Überraschungsangriff mit Hilfe als Bauern verkleideter Soldaten zurückerobert. Die kurz darauffolgende Gefangennahme Söterns durch spanische Truppen in Trier im März 1635 diente Frankreich als Vorwand, Spanien den Krieg zu erklären und aktiv auf schwedischer Seite in den Krieg einzutreten. Für Frankreich war von entscheidender Bedeutung, einen Zugang über den Rhein zu erhalten, damit die eigenen Truppen innerhalb des Reiches operieren und versorgt werden konnten. Sie verloren jedoch 1637 ihren Brückenkopf bei Ehrenbreitstein, so dass der Mittelrhein unter kaiserlicher Kontrolle blieb. Erst die Erfolge Bernhards von Sachsen-Weimar im Jahr 1638 verschafften Frankreich mit der Hauptfestung Breisach einen dauerhaften Stützpunkt am Oberrhein. Von dort aus mussten die französischen Truppen noch den Schwarzwald durchqueren, um den Kaiser und seine bayerischen Verbündeten zu bedrohen.
Geschwächt durch Bernhards Tod im Juli 1639, gelang es Frankreich erst 1643, weiter vorzurücken, als eine Offensive unter der Führung von Jean Baptiste Budes de Guébriant nach zwei Belagerungen die Stadt Rottweil eroberte; bei der zweiten wurde Guébriant tödlich verwundet. Sein Nachfolger Josias Rantzau traf die fatale Entscheidung, im Südschwarzwald zu überwintern. Im November 1643 wurde er bei Tuttlingen von den Bayern unter Franz von Mercy überrascht, die ihn gefangen nahmen und sein Heer zerschlugen. Im darauf folgenden Jahr ging Mercy in die Offensive und eroberte Überlingen am Bodensee im Mai und Freiburg im Breisgau im Juli von den Franzosen zurück. Das vom Vicomte de Turenne wiederaufgebaute französische Heer trat, verstärkt durch den Duc d’Enghien, den Bayern wenige Tage nach dem Fall von Freiburg entgegen. Am 3. August 1644 griffen die Franzosen Mercys Armee vor Freiburg an, wurden aber nach drei Tagen unter großen Verlusten zurückgeschlagen. Mercy zog sich erst zurück, als die Franzosen am 9. August Freiburg im Norden umgingen und seine Nachschublinien bedrohten. Turenne überzeugte d’Enghien, keine Rückeroberung Freiburgs zu versuchen, sondern nach Norden zu marschieren und Philippsburg zu belagern.

## Belagerung

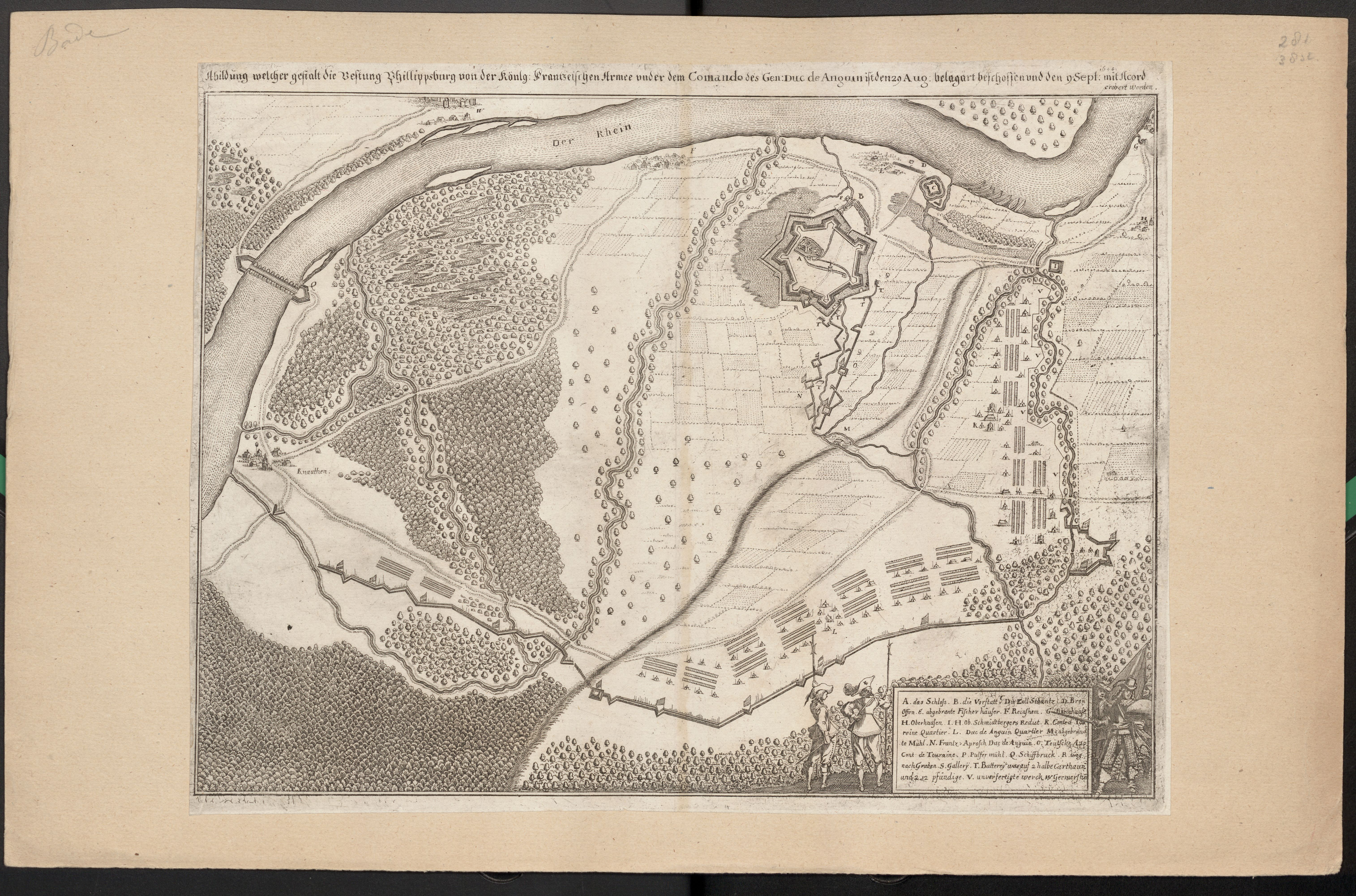
Kupferstich der Belagerung

Vom Breisgau aus zog die Weimarer Kavallerie in französischen Diensten unter Taupadel und Rosen über Lichtenau, Baden-Baden und Durlach durch Baden, gefolgt von der französischen Infanterie. Der größte Teil der französischen Armee besetzte das Gebiet zwischen Rhein, Schwarzwald und Odenwald. Nur 5000 Mann wurden eingesetzt, um Philippsburg einzukesseln und zu belagern, wo sie am 25. August eintrafen. Die kaiserliche Garnison mit 500 Mann unter Baumberger, der immer noch als Festungskommandant amtierte, hatte 100 Kanonen im Arsenal, aber nicht genug Personal und Platz, um mehr als ein paar davon gleichzeitig einzusetzen. Außerdem waren die umliegenden Sümpfe, die die Festung schützten, durch einen heißen Sommer ausgetrocknet. Baumberger hatte kein großes Vertrauen in seine Männer und gab am 26. August die Schanze „Zoll“ nordwestlich der Festung auf, um sich auf die Verteidigung der Kernfestung zu konzentrieren. D’Enghien richtete seine Anstrengungen zunächst auf den Bau einer Circumvallation, um die Belagerungswerke gegen einen möglichen Entsatzangriff von Mercy zu schützen.
Dieser war auf einer parallelen Route östlich des Schwarzwalds von Villingen über Tübingen nach Neckarsulm marschiert. Dort erwartete er kaiserliche Verstärkung durch Graf Hatzfeldt und schickte zunächst nur eine Kavallerieabteilung mit über 1000 Mann unter Johann von Werth aus, um d’Enghiens Fortschritte zu behindern. Den Belagerern gelang es innerhalb kurzer Zeit, den feindlichen Graben aufzufüllen und eigene Laufgräben zur Annäherung an die Festung anzulegen, trotz eines erfolgreichen Ausfalls von 300 Fußsoldaten und 100 Reitern der Garnison am 26. August, der jedoch nicht wiederholt wurde. Die französische Artillerie unter Turenne richtete am 30. August ihre Stellungen ein und begann mit dem Beschuss der Mauern, um eine Bresche zu erzeugen. Die Kaiserlichen konnten auf jeder Flanke nur drei Geschütze gleichzeitig einsetzen, die immer wieder von den Kanonen Turennes zerstört, aber jedes Mal durch Ersatz aus dem Arsenal ersetzt wurden. Baumberger war überzeugt, Philippsburg nicht mehr halten zu können und bot am 9. September die Kapitulation an, nur einen Tag nachdem Mercy seine Truppen mit Hatzfeldt vereinigt hatte. Am 12. September verließ Baumberger die Festung mit der verbliebenen Garnison und zwei Geschützen.

## Folgen

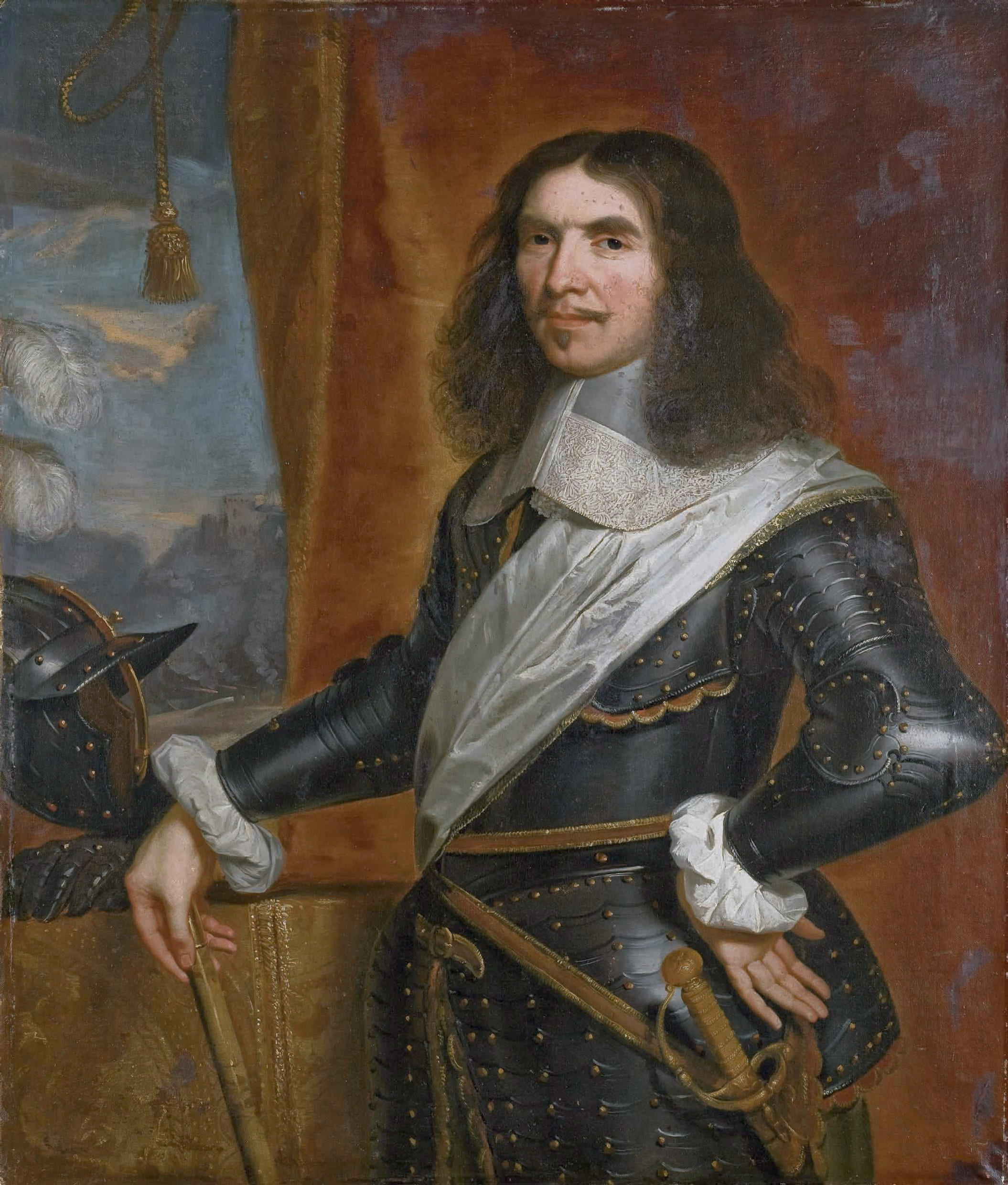
Der französische Befehlshaber Marschall Turenne brachte die nördliche Rheinebene unter seine Kontrolle

Von Philippsburg aus überquerten die französischen Truppen den Rhein und nahmen die meisten feindlichen Garnisonen auf dem linken Ufer ein, darunter Worms, Oppenheim, Mainz und Landau, nicht aber das spanische Frankenthal. Nur die lothringische Besatzung Landaus leistete für 5 Tage Widerstand, die anderen Städte ergaben sich kampflos. Nachdem der Mainzer Kurfürst Anselm Casimir vor den Franzosen nach Ehrenbreitstein geflohen war, kapitulierte das Domkapitel am 17. September und übergab Mainz an die Franzosen, gegen den Willen der 800 Mann starken kaiserlichen Garnison und obwohl bereits 700 Mann Verstärkung aus Mercys Armee unter dem Obristen Wolf eingetroffen waren. Mit Mainz und Philippsburg hatte Frankreich eine zugängliche Route ins Innere Deutschlands außerhalb des gebirgigen Schwarzwalds gewonnen, die Offensiven gegen Bayern erleichterte. Auf der anderen Rheinseite war dadurch der vertriebene Herzog Karl von Lothringen von seinen Verbündeten im Krieg gegen Frankreich völlig isoliert und verlor bald darauf mit La Mothe (1645) und Longwy (1646) seine letzten Stützpunkte in Lothringen.
Obwohl Mercy im Spätherbst 1644 Mannheim und Höchst zurückgewann und das rechte Rheinufer mit Ausnahme von Philippsburg von den französischen Garnisonen befreite, war sein Dienstherr Kurfürst Maximilian von Bayern danach überzeugt, dass der Krieg militärisch nicht mehr zu gewinnen war. Deshalb drängte Maximilian den Kaiser fortan zu einem Separatfrieden mit Frankreich. Trotzdem unterstützte er ihn bei der Verteidigung Böhmens gegen die Schweden, das durch den vorherigen Zerfall des kaiserlichen Hauptheeres von Matthias Gallas fast wehrlos war. Im Winter marschierten Hatzfeldts Kaiserliche und Werth mit mehr als 5000 Bayern nach Böhmen ab. Werth wurde im März 1645 bei Jankau geschlagen und kehrte mit nur 1500 Mann zu Mercy zurück. Turenne nutzte die Gelegenheit für eine frühe Offensive nach Schwaben, wurde aber im Mai bei Herbsthausen durch einen bayerischen Überraschungsangriff aufgehalten. Als er zusammen mit D’Enghien erneut vorstieß, kam es im August zur Schlacht bei Alerheim, in der Mercy fiel. Truppen des Kaisers, obwohl selbst an der Donau von den Schweden bedrängt, mussten den Bayern zur Hilfe kommen und drängten die Franzosen im Oktober bis nach Philippsburg zurück.
Auf französischen Druck hin hatte Kaiser Ferdinand III. bereits im April 1645 eingewilligt, Kurfürst Sötern unter der Bedingung freizulassen, dass er den Franzosen Philippsburg abnahm und es an den Kaiser zurückgab. Für Sötern waren die Bedingungen jedoch nur Mittel zum Zweck; er ließ Turenne auf dem Rückzug von dessen Feldzug im November 1645 seine immer noch spanisch besetzte Hauptstadt Trier erobern und schloss am 19. Juli 1646 sogar einen Vertrag ab, der Frankreich eine ständige Besatzung von Philippsburg erlaubte. Der französische Besitz der Festung wurde 1648 im Westfälischen Frieden bestätigt und es dauerte bis 1676, bis kaiserliche Truppen sie zurückeroberten. Das erneut 1688 und 1734 eroberte Philippsburg galt für Carl von Clausewitz als „Muster einer schlecht gelegenen Festung“, weil es zu weit weg vom Rhein lag, um von dessen Nähe zu profitieren, aber noch so nahe, dass der Fluss seine Wirkung einschränkte.